# Stefan Rogalski
Stefan Zdzisław Rogalski (ur. 4 lutego 1935 w Skępem, zm. 7 lutego 2018) – polski łyżwiarz szybki, trener i działacz łyżwiarstwa.

## Życiorys
Urodził się 4 lutego 1935 w Skępem. Zdał maturę w Liceum Pedagogicznym w Wymyślinie, po czym studiował na AWF w Warszawie, gdzie uzyskał specjalizację trenerską, a w 1953 założył sekcję łyżwiarstwa szybkiego przy uczelnianym klubie AZS-AWF Warszawa. Po studiach uprawiał łyżwiarstwo szybkie w Zakopanem. Reprezentował barwy AZS-AWF Warszawa i WKS Zakopane. Zdobył drużynowe mistrzostwo Polski. Zawodowo pracował jako nauczyciel w technikum budowlanym, którego później został dyrektorem, a ponadto szkolił panczenistów w szkolnym klubie MKS. Od 1960 był szkoleniowcem reprezentacji Polski juniorów, od 1962 reprezentacji Polski seniorów. Od 1975 tworzył Szkołę Sportów Zimowych w Zakopanem, w 1977 przemianowanej na Szkołę Mistrzostwa Sportowego Zakopane, której był dyrektorem do 1992. Uzyskał stopień doktora na AWF w Krakowie na podstawie pracy pt. Obciążenia treningowe i startowe łyżwiarzy szybkich. Przez wiele lat był prezesem Okręgowego Związku Łyżwiarstwa Szybkiego. Przez ponad 30 lat działał we władzach Polskiego Związku Łyżwiarstwa Szybkiego, w którym w latach 70. i 80. był wiceprezesem. Był współautorem publikacji, działał przy organizacji imprez sportowych.
Był odznaczany. Otrzymał Złoty Krzyż Zasługi. Postanowieniem prezydenta RP Bronisława Komorowskiego z 16 marca 2011 został odznaczony Krzyżem Oficerskim Orderu Odrodzenia Polski za wybitne zasługi w działalności na rzecz propagowania łyżwiarstwa szybkiego w Polsce.
Był żonaty, miał syna. Zmarł 7 lutego 2018. Został pochowany na cmentarzu przy ulicy Nowotarskiej w Zakopanem 12 lutego 2018 (kw. B5-5-32).

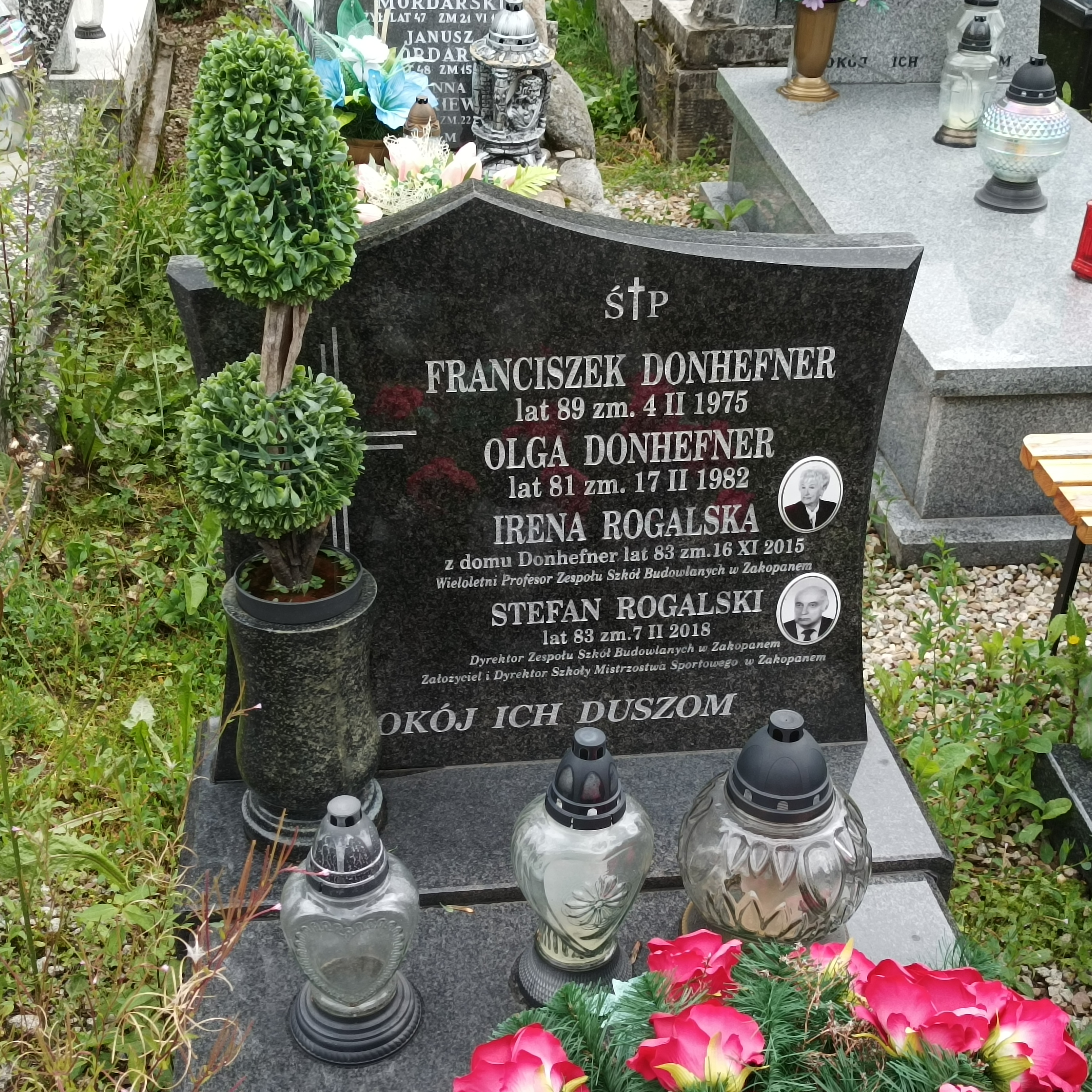
Grób Stefana Rogalskiego na Nowym Cmentarzu w Zakopanem